# Dazed
Dazed (стилизовано DAZED, ранее Dazed & Confused) — британский журнал, посвящённый искусству, культуре и стилю. Основан в начале 90-х Джефферсоном Хаком и фотографом Ранкином Вадделлом. Изначально издание существовало в виде брошюры, распространяемой в ночных клубах, но вскоре Dazed & Confused стал полноценным цветным журналом. В 1999 году у издания появились собственные телепрограммы, транслируемые на английском Channel 4. В 2014 году после ребрендинга журнал стал издаваться 6 раз в год, а название было сокращено до DAZED.
Помимо моды, в журнале освещаются такие сферы общественной жизни, как культура, экономика, политика, а также острые социальные проблемы и последние события, происходящие в мире. Несмотря на то, что офис редакции расположен в Лондоне, журнал создаётся коллективом авторов, стилистов и фотографов со всего мира. По состоянию на 2011 год ежемесячный тираж журнала составлял 90 529 экземпляров.

## История создания
Журнал был создан в 1992 году (по другой информации в 1991 году) Джефферсоном Хаком (англ. Jefferson Hack) и фотографом Ранкином Вадделлом (англ. Rankin Waddell). Название журнала Dazed & Confused — отсылка к культовой песне британской рок-группы Led Zeppelin. По словам Хэка, именно эту песню на повторе слушал дизайнер, принимавший участие в запуске первого номера. Таким образом, Dazed & Confused стало наиболее точным описанием отношения лондонской креативной молодежи к ярлыкам и установкам, которые насаждали СМИ. Первый Dazed & Confused был выпущен в виде трехстраничной брошюры, которая напоминала постер, и распространялась в ночных клубах Лондона с провокационным лозунгом «This is not a magazine» (с англ. — «Это не журнал»). Клубная сцена столицы Великобритании сыграла важную роль в развитии журнала: именно в клубах и барах редакторы искали вдохновение, обсуждали идеи и находили контрибьюторов для издания. Кроме того, основная часть Dazed & Confused была выделена под фотоматериалы Ранкина.
Изначально Ранкин занимался издательскими вопросами, а Хак был редактором. В числе первых авторов статей для журнала называются известный деятель современного искусства Дэмиен Херст, дизайнер Александр Маккуин, а также различные музыканты, среди которых Бьорк и группы Blur и Radiohead.
Однако, несмотря на идеологию и успешную концепцию, журнал сталкивался с трудностями в распространении и публикации. В 1995 году журнал вышел с провокационной надписью «if you can’t afford it — steal it» («не можешь купить — укради»), что привело к запрету на продажу в сети John Menzies и угрозе разрыва договора с розничной сетью WH Smith.

## Ребрендинг
С 2014 года журнал издается раз в два месяца и носит название DAZED. Главный редактор Тим Ноукс сообщил, что изменения вызваны решением подчеркнуть идентификацию бренда DAZED в печатном и цифровом формате и выдвинуть платформу Dazed Digital на передний план. Новый формат журнала подразумевает больший объём, исключает вынос рубрик на обложку и становится более похожим на коллекционное издание. Благодаря новому графику публикаций произошло разделение контента: новостные статьи можно прочитать на сайте, в журнал попадают только масштабные проекты и материалы. Тираж журнала составляет 45 000 экземпляров, а бюджет на публикацию номеров вкладывается в веб-сайт Dazed Digital, который обновляется ежедневно и существует совместно с креативной студией, в которой создается мультимедиа-контент при участии приглашенных молодых режиссёров, музыкантов и фотографов.

## Dazed Media
Dazed Media — независимое медиа-объединение, созданное Джефферсоном Хэком и Ранкином Вадделлом. Главный офис DAZED находится в Лондоне, а в числе проектов независимого издательства бренды DAZED, AnOther, Another Man, Hunger и Nowness. Dazed Media использует передовые технологии и инновационный подход к созданию медиа и контента, занимается продакшном, организацией мероприятий и распространением журналов.

## Проекты и кампании
С самого начала основания журнал принимает активное участие в освещении проблемы борьбы со СПИДом и проводит различные кампании в поддержку Всемирного дня борьбы со СПИДом и стран Африки. В журнале также освещаются острые социальные проблемы, как ущемление прав сексуальных меньшинств, рабство, бытовое насилие, пищевые расстройства и нездоровые стандарты красоты, безработица, условия жизни для людей с инвалидностью и многие другие.

## Платформы
В 1999 году была создана компания Dazed Film & TV, создававшая программы и передачи для телеканала Channel 4. Рост компании Dazed привел к рождению журналов Another Magazine в 2001 году и Another Man в 2005. В 2006 году DAZED перешел на платформу DazedDigital.com с целью создания нового уникального контента и интеракции с аудиторией.

## Dazed Digital
Онлайн-формат DAZED совмещает мультимедийный контент, блоги, видеоматериалы и короткие фильмы и взаимодействует с социальными сетями. Dazed Digital был запущен осенью 2006 года. Периодически сайт поддерживает запуск короткометражных фильмов или презентаций альбомов. В 2010 году Dazed Digital стал первым сайтом в Великобритании, который использовал HTML5 с высокоскоростной загрузкой.